# Nipgård Sø
Nipgård Sø är en sjö på Jylland i Danmark.   Den ligger 3 km norr om Thorning i Silkeborgs kommun i Region Mittjylland, 210 km väster om Köpenhamn. Nipgård Sø är ett Natura 2000 område och 
ligger 59 meter över havet. Arean är 0,29 kvadratkilometer.